# لاس هرماساس
لاس هرماساس (به اسپانیایی: Las Hormazas) یک شهرستان در اسپانیا است.